# 埼玉県道363号石間下吉田線
埼玉県道363号石間下吉田線（さいたまけんどう363ごう いさましもよしだせん）は、埼玉県秩父市内を通過する一般県道である。

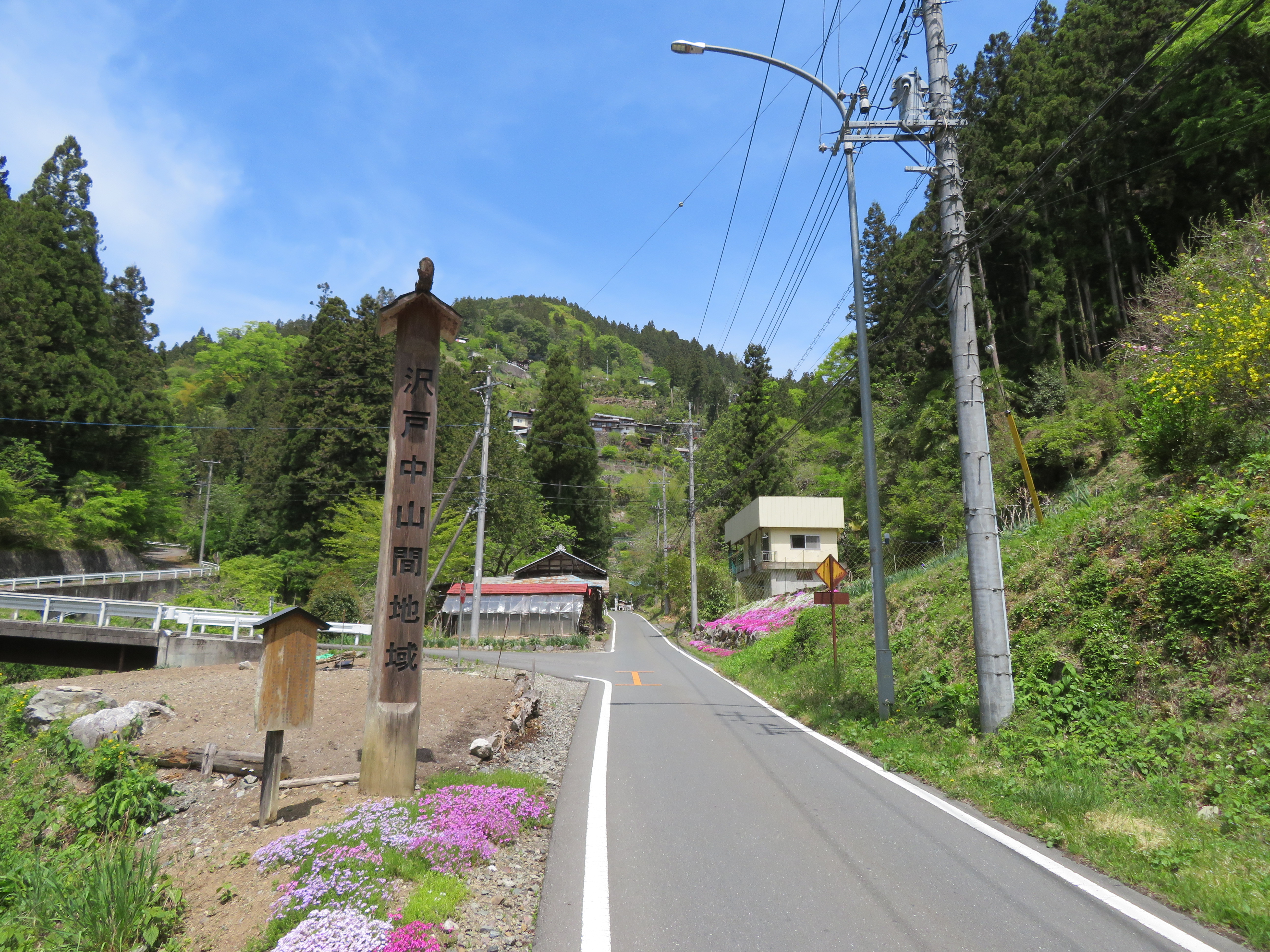
秩父市吉田石間付近

## 概要

### 路線データ
- 総延長：5.1km[1]
- 実延長：5.1km[1]
- 起点：埼玉県秩父市吉田石間
- 終点：埼玉県秩父市下吉田（埼玉県道37号皆野両神荒川線交点）

## 路線状況

### 交通量
24時間自動車類交通量（台/日）
- 552（推定値）

## 地理

### 通過する自治体
- 埼玉県
  - 秩父市

### 沿道の施設等
- 鎌の木山水
- 漆木集会所
- 秩父市吉田石間交流学習館
- 中郷公会堂
- 波戸区集会所